# 梅澤春人
梅澤 春人（うめざわ はると、1966年3月27日 - ）は、日本の漫画家。男性。埼玉県出身。
旧ペンネームは梅沢 勇人、梅澤 勇人（両者とも読みは「うめざわ まさと」）。
いずれも名字の「梅」の右下は、「毋」でなく「母」である。
既婚で子供がいる。

## 来歴
デザイン専門学校を卒業後、会社に就職するも、仕事内容が面白くない、遅刻をするなどして、行き詰まってしまう。そのときに、「俺を救ってくれるのは漫画しかない」と考えたことをきっかけに、漫画を描き始める。
22歳の時に、北条司にアシスタントとして師事する。
1988年、梅沢勇人のペンネームで描いた『南方遊伝』が1月期第35回ホップ☆ステップ賞に入選。『週刊少年ジャンプ 特別編集増刊 1988年Summer Special』に掲載されデビュー。
2本の読切を経て、1990年、『週刊少年ジャンプ』に『酒呑☆ドージ』で初連載を飾る。
1991年に読切漫画『HARELUYA -ハレルヤ-』を『少年ジャンプ増刊 Summer Special』に掲載。当時のペンネームは梅澤勇人。
1992年より、ペンネームを梅澤春人に変更し、前年の読切漫画『HARELUYA -ハレルヤ-』の連載を『週刊少年ジャンプ』で開始するもわずか10週で終了。
同年、『HARELUYA -ハレルヤ-』の設定を変え、バトル要素に重点を置いた『HARELUYA II BØY』の読切（プロローグ）を『週刊少年ジャンプ』43号に掲載。好評だったため、同年同誌50号より連載開始。1997年にはアニメ化され、1999年に連載終了。連載中にも同誌で、読切漫画3本を発表。
2000年、ロックバンドをテーマとした『無頼男 -ブレーメン-』を『週刊少年ジャンプ』で連載開始。1年半以上続いた。
2002年、ファンタジー色を全面に出した読切漫画『SWORD BREAKER』を『週刊少年ジャンプ』10号に掲載。同年『少年ジャンプ』35号より、同作品を一部設定を変えて連載する。
2004年、『少年ジャンプ』で『LIVE』を連載する。
同年、青年誌である『週刊ヤングジャンプ』において、スーパーカーを題材とした『カウンタック』の連載を開始。2012年まで連載された。連載中にも、『週刊ヤングジャンプ増刊 漫革』に原作を担当した読切作品を掲載したり、『ビジネスジャンプ』で読切作品を描いている。
2013年、『週刊ヤングジャンプ』にて、『ビーストホイラー』を短期集中連載した。
2015年、『グランドジャンプ』にて、『妖怪伝奇 Roku69Bi -ロクロックビ-』を連載する。
2017年 - 2018年、『月刊コミックゼノン』（コアミックス）にて『SURFINGMAN』を連載。自身初の集英社以外の出版雑誌での漫画掲載となった。
2021年、『ヤングエース』5月号（KADOKAWA）より、『異世界転生しても少年マンガの主人公は1ミリもブレない!!!』の連載を開始。2022年まで連載された。2024年、同誌6月号より、『MENACE』の連載を開始し、2025年まで連載された。

## 作風
梅澤の漫画は時代設定に現代社会をテーマとしたものが多く、ロックバンド、スーパーカー、バイク等が頻繁に登場する。一方で初期の読切漫画や、『SWORD BREAKER』など、ファンタジー要素のある漫画を描くこともある。
梅沢勇人時代は劇画調な絵柄であった。また、現在でも、キャラクターなどの線画が太めであることが特徴。連載版『SWORD BREAKER』の場合は、人物に独特の陰影を書き込むなど、他作品と趣が異なっている。
作品内容に関わらず、不良・ケンカ要素を入れる傾向にある。また、ギャグシーンを入れている。エロティック（セックス）要素は、少年ジャンプ時代から描写されていたが、青年誌に移ってから、より直接的な表現になっている。
2013年現在、漫画製作を液晶ペンタブレットを使用したデジタル原稿に移行している。

## 人物
- 北条司のアシスタント出身で、井上雄彦とは当時のアシスタント仲間[9]。
  - アシスタントになった当時、北条は『シティーハンター』を連載中で、漫画の背景資料として新宿の街をいくつも撮影し、写真として持っていた。梅澤はその中から、アシスタントになる3年前（当時19歳）の自分が中央に写っている写真を偶然発見した。後年「偶然とは思えない運命を感じた」と語っている[4]。
- 車好きであり、そのことが『カウンタック』の執筆に繋がった。小さいころに周りの大人がアメリカ車の話をしているのを聞いて大好きになり、小学5年生の時に到来したスーパーカーブームに興奮したと語る。ただし、運転していることよりも、デザインを眺めているほうが好きなタイプであり、走り屋ではないと述べている[2]。
  - 免許取得後、初めて買った車はポルシェ・928。「漫画家になってヒット作品を誕生させたら、乗りたいクルマを買おう」と決めたという。当時は景気が良かったため、ローンを組んで購入することも可能であったものの我慢し、手元のお金は映画観賞や資料収集など、漫画への投資に使っていた。また、ポルシェの写真を机に貼って、漫画を描くモチベーションのひとつにしていた[2]。
  - 自らも『カウンタック』の主人公同様、ランボルギーニ・カウンタックLP400を所有している。ただし、ボディーカラーは紺ではなく黒[2][10]。
  - 『カウンタック』で主人公が過去に所有していたものと同型のトヨタ・MR2も所有している。これは梅澤が高校時代に一番欲しかった車だった[2]。
  - 『カウンタック』に登場する、梅澤のオリジナルデザイン車であるヒエロ(HIERO)を実車で所有している。元々は東京モーターショー2009のガイドブックに、「夢のクルマを描いてもらえないか」という企画を打診され、そこへ寄稿したイラストがヒエロの原点である。その後、模型を作るという話から、最終的に実車製作する話へ膨らみ、2年かかって完成した。登録の関係上、公道は走れないが、許されるならアメリカ横断をしてみたいと語っている[2]。
  - 他にも、子供が生まれたことをきっかけに、ファミリー向けのベンツを購入するなど、多い時は5台の車を所有していた[2]。
- かなりの音楽好き。『HARELUYA II BØY』でバンドをテーマにしたエピソードを多数登場させている他、バンド活動をテーマとした『無頼男 -ブレーメン-』を執筆している。
  - 高校2年生の時、それまで話したことが無かった同級生に、「ボーカルやらない？」と声をかけられ、その年の文化祭でヘヴィメタルを熱唱。翌年の文化祭では、自らバンドを組んでギター演奏を行った。現在もギターを趣味のひとつとして続けている[11]。
  - ロックンロールバンドBOØWYの大ファンで、『HARELUYA II BØY』のタイトルにバンド名を拝借するほど[12]。
  - ロックミュージシャンの清春のファンであり、ライブ会場に足を運んだりもしている[13]。
- 好きな画家はサルバドール・ダリ[14]。

## 作品リスト
- 酒呑☆ドージ（梅沢勇人名義、『週刊少年ジャンプ』1990年15号 - 30号）全2巻
- HARELUYA―ハレルヤ―（『週刊少年ジャンプ』1992年26号 - 35号）全1巻
- HARELUYAII BØY（読切版：『週刊少年ジャンプ』1992年43号、連載版：『週刊少年ジャンプ』1992年50号 - 1999年9号、全33巻・文庫版全20巻）
- LOVE&PEACE（短編集）全1巻
  - 南方遊伝（梅沢勇人名義、『週刊少年ジャンプ 特別編集増刊 1988年Summer Special』掲載）
  - 炎のマリア（梅沢勇人名義、『週刊少年ジャンプ 特別編集増刊 1988年Autumn Special』掲載）
  - 南方遊伝 -初恋地獄編-（梅沢勇人名義、『週刊少年ジャンプ 特別編集増刊 1989年SpringSpecial』掲載）
  - HARELUYA -ハレルヤ- （梅澤勇人名義、『週刊少年ジャンプ 特別編集増刊 1991年Summer Special』掲載）
  - NANPO U DEN -南方遊伝-（『週刊少年ジャンプ』1995年3・4合併号[注 1]掲載）
- 無頼男 -ブレーメン-（『週刊少年ジャンプ』2000年2号 - 2001年41号）全9巻
- SWORD BREAKER（連載版：『週刊少年ジャンプ』2002年35号 - 51号）全2巻
  - 異世界行っても少年マンガの主人公は1ミリもブレない!!!（『ヤングエース』2021年5月号[5] - 2022年11月号[6]）全3巻
- LIVE（『週刊少年ジャンプ』2004年3号 - 14号）全1巻
- カウンタック（『週刊ヤングジャンプ』2004年41号 - 2012年41号）全28巻
- ビーストホイラー（『週刊ヤングジャンプ』2013年13号 - 21・22合併号短期集中連載）全1巻
- 妖怪伝奇 Roku69Bi -ロクロックビ-（『グランドジャンプ』2015年5号 - 20号）全2巻
- SURFINGMAN（『月刊コミックゼノン』2017年8月号 - 2018年7月号）全2巻
- MENACE（『ヤングエース』2024年6月号[7] - 2025年8月号[8]）既刊1巻

### 単行本未収録作品
- ICON（『週刊少年ジャンプ』1997年28号掲載） - コンビニコミック『集英社ジャンプリミックス 伝説のジャンプ・リーダーズカップ!!』（2011年4月28日初版発売）に収録。
- デカダンス（『週刊少年ジャンプ』1999年22・23合併号掲載）
- SWORD BREAKER（読切版：『週刊少年ジャンプ』2002年10号掲載)
- 阿吽 -あうん-（原作を担当、作画：奥嶋ひろまさ、『週刊ヤングジャンプ増刊 漫革』2006年VOL.50掲載）
- フィメル（『ビジネスジャンプ』2011年4号掲載）
- 龍宮伝奇（『グランドジャンプPREMIUM』2014年9月号掲載）
- カウンタック外伝 HIERO (『グランドジャンプ』2015年10月7日 NO.21掲載)
- PUNK SURFING  (『月刊コミックゼノン』2016年10月号掲載)
- CUREZI クレジ（『グランドジャンプむちゃ』2019年5月号掲載）
- DEATH PLANNER（『グランドジャンプむちゃ』2020年5月号掲載）

## その他
- 蘇れ!サーキットの狼（MONDO21、顔出し出演）
- 東京モーターショー2009 ガイドブック（イラスト寄稿）

## アシスタント
- 和月伸宏 - 『HARELUYA』の時期にアシスタントを務めていた[15]。